# Ischnothyreus yueluensis
Ischnothyreus yueluensis là một loài nhện trong họ Oonopidae.
Loài này thuộc chi Ischnothyreus. Ischnothyreus yueluensis được miêu tả năm 1984 bởi Yin & Wang.